# Jeans-längd
Jeans-längd är inom astrofysiken den kritiska radie hos ett moln (i normalfallet ett moln av interstellär gas och stoft) där termisk energi, som orsakar att molnet expanderas, balanseras av gravitationen vilken försöker få molnet att kollapsa. Termen har fått sitt namn från den brittiske astronomen James Jeans som först härledde sambandet.
Ekvationen för Jeans-längden är:
{\displaystyle \lambda _{J}={\sqrt {\frac {15k_{B}T}{4\pi G\mu \rho }}}}
där {\displaystyle k_{B}} är Boltzmanns konstant, {\displaystyle T} är molnets temperatur, {\displaystyle r} är molnets radie, {\displaystyle \mu } är molnets massa per partikel, {\displaystyle G} är gravitationskonstanten och {\displaystyle \rho } är molnets massdensitet (molnets massa dividerat med molnets volym).
Det kanske enklaste sättet att föreställa sig Jeans-längden är som en approximation där faktorerna {\displaystyle 15} och {\displaystyle 4\pi } bortses från och där {\displaystyle \rho } omformuleras som {\displaystyle {\frac {M}{r^{3}}}}. Formeln för Jeans-längden blir då:
{\displaystyle \lambda _{J}\approx {\sqrt {\frac {k_{B}Tr^{3}}{GM\mu }}}}
Det blir då tydligt att {\displaystyle \lambda _{J}=r} när {\displaystyle k_{B}T={\frac {GM\mu }{r}}}, med andra ord är molnets radie lika med Jeans-längden när den termiska energin per partikel är lika står som gravitationens arbete per partikel. Vid denna kritiska längd vare sig expanderar eller kontraherar molnet. Det är bara när den termiska energin inte är lika med det gravitationella arbetet som molnet antingen expanderar och kyls ner eller dras samman och värms upp, en process som fortsätter till jämvikt har nåtts.